# Bátaszék

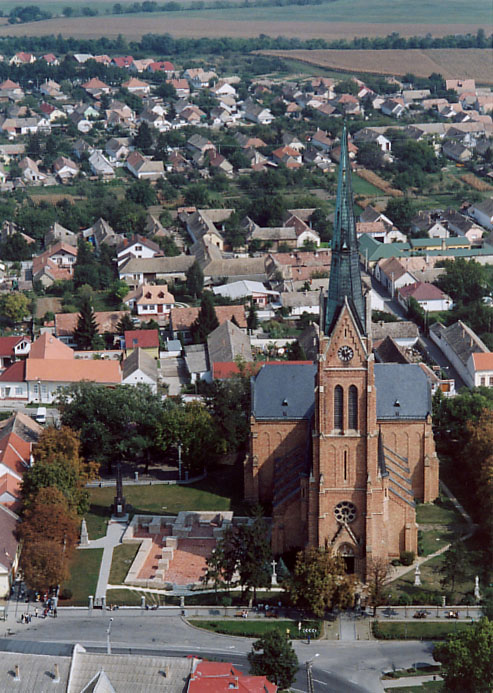

Bátaszék (deutsch Badeseck, kroatisch Bacik) ist eine Stadt im Süden Ungarns rund 160 km südlich von Budapest im Kreis Szekszárd im Komitat Tolna.

## Geschichte
Die ersten Ansiedlungen erfolgten im Jahr 1142, als König Géza eine Abtei errichten ließ. Anfang des 18. Jahrhunderts wurden auch in Bátaszék Deutsche angesiedelt. Nach dem Zweiten Weltkrieg wurden die meisten deutschen Familien nach Deutschland ausgesiedelt.

## Verkehr
Bátaszék liegt an der Bahnstrecke von Baja nach Sárbogárd. Die Stadt liegt am Knotenpunkt der Hauptstraße Nr. 56 von Szekszárd nach Udvar (kroatische Grenze), und der Hauptstraße Nr. 55 nach Baja. Seit dem 31. März 2010 ist Bátaszék über die Autobahn M6 erreichbar.

## Umgebung
Die Umgebung ist geprägt von Weinbergen und Obstgärten. Größere Orte sind Szekszárd und Mohács. Zur Donau sind es 20 km.

## Sehenswürdigkeiten
Im Zentrum der Stadt steht die 1903 im neogotischen Stil erbaute römisch-katholische Kirche Nagyboldogasszony.

### St. Orban-Kapelle und Eiche von Bátaszék
Nach der großen Pest von 1739 gelobten die Gläubigen von Bátaszek, eine Kapelle zu bauen, wenn sie die Pest überleben. So wurde auf dem Weinberghügel die Kapelle zu Ehren des heiligen Orban, dem Schutzpatrons der Weinberge, bereits 1754 errichtet. Sie befindet sich südlich von Bátaszék bei ⊙ wo auch die berühmte alte Flaum-Eiche steht, welche 2015 den nationalen ungarischen Wettbewerb "az Év Fája" gewann und 2016 den Wettbewerb "Europäischer Baum des Jahres" für sich entscheiden konnte.

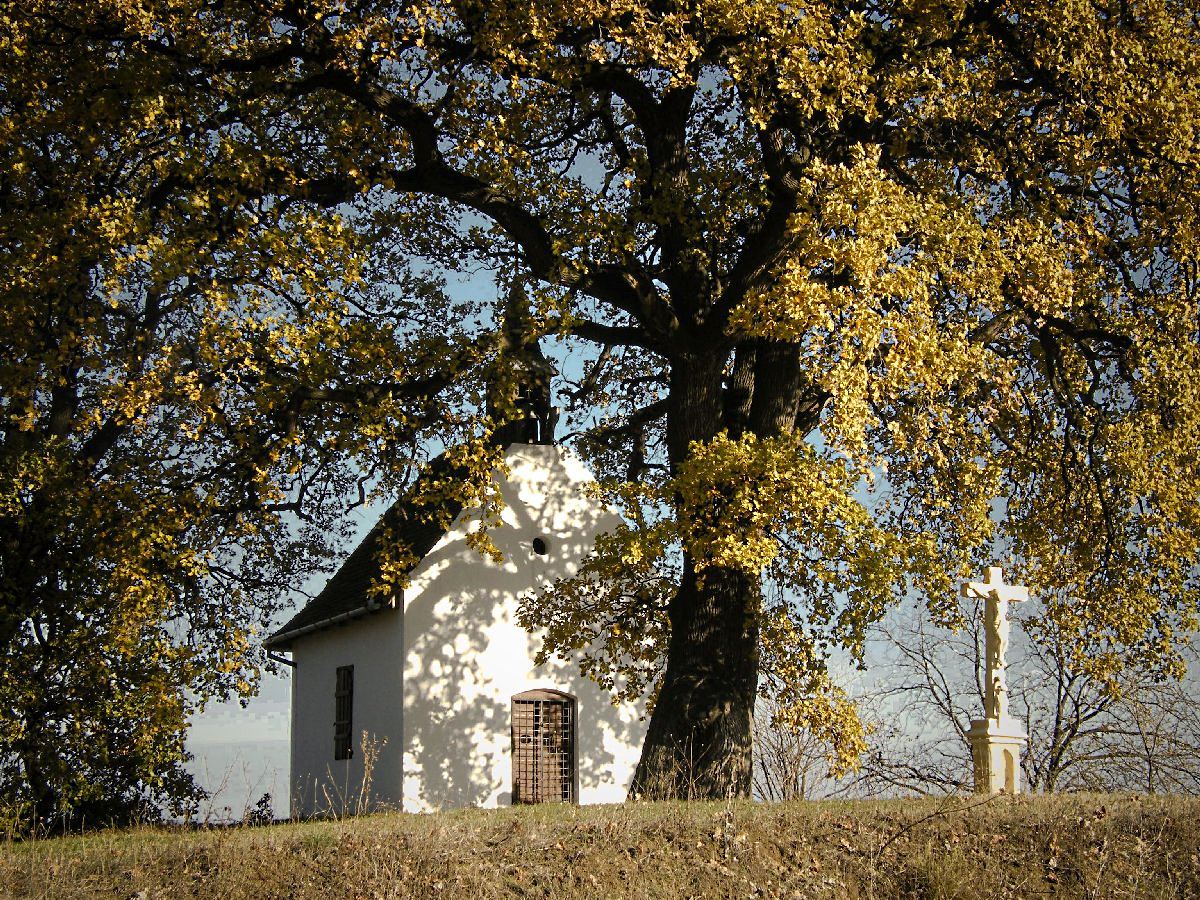
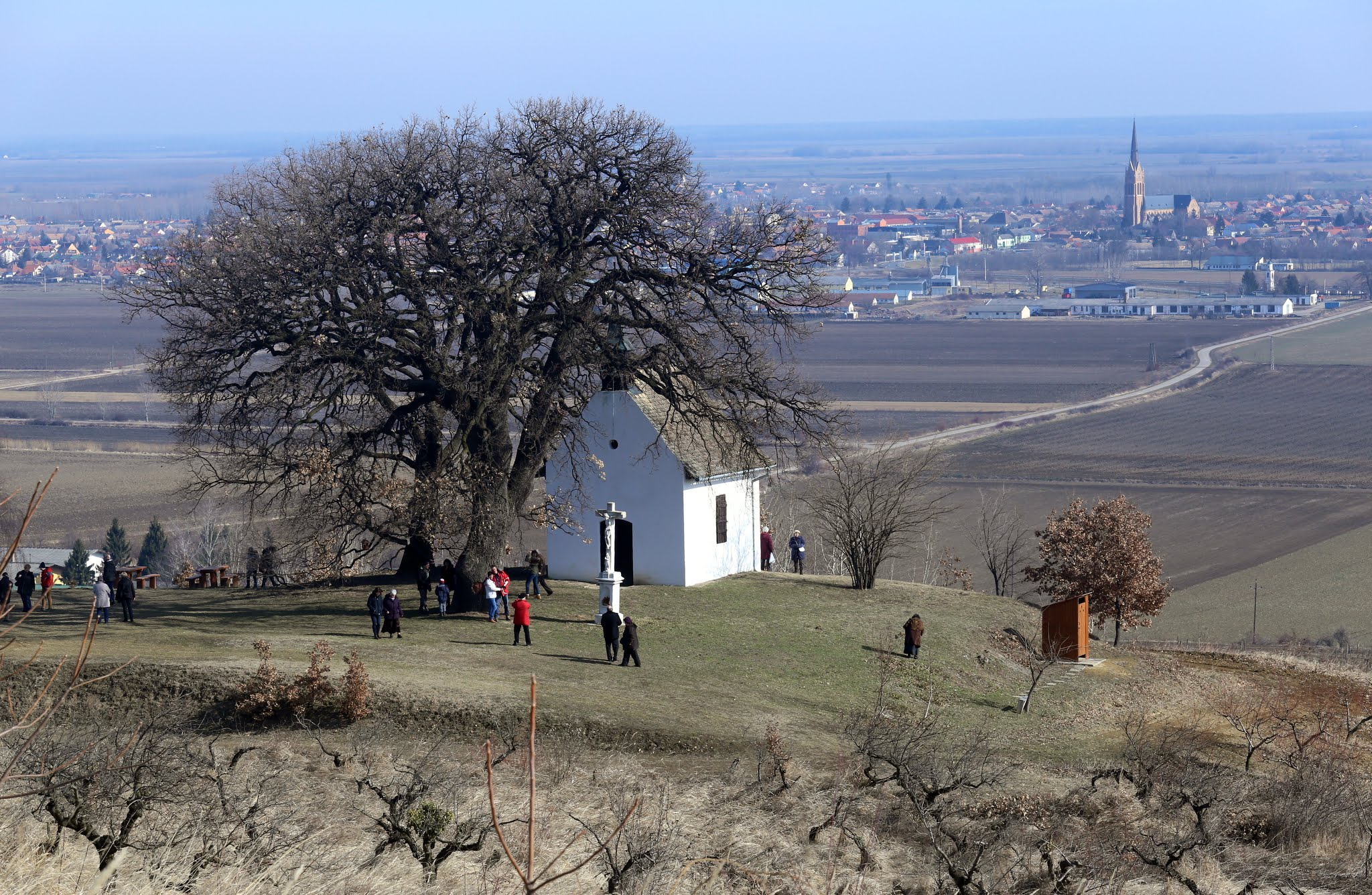

## Städtepartnerschaften
- Besigheim (Baden-Württemberg), seit 1992
- Ditrău (Rumänien), seit 1996
- Tekovské Luzány (Slowakei), seit 1997

## Persönlichkeiten
- Eugene Zádor (1894–1977), ungarisch-amerikanischer Komponist
- Hans Reinauer (* 1933), ungarisch-deutscher Mediziner, Biochemiker und Hochschullehrer